# Late in the Evening
"Late in the Evening" is een nummer van de Amerikaanse zanger-muzikant Paul Simon. Het nummer verscheen op het album One-Trick Pony, de soundtrack van de gelijknamige film uit 1980. In juli van dat jaar werd het nummer uitgebracht als de eerste single van het album. De single wordt al enkele jaren gebruikt als melodie voor de radio sportuitzendingen van de Limburgse regionale zender L1.

## Achtergrond
"Late in the Evening" is geschreven door Simon zelf en geproduceerd door Simon en Phil Ramone. Het is de eerste single van Simon die is uitgebracht door platenmaatschappij Warner Bros. Records. Het nummer is afkomstig uit de film One-Trick Pony, geschreven door Simon, die tevens de hoofdrol speelt. Drummer Steve Gadd maakt in het nummer gebruik van twee drumstokken in iedere hand, waardoor hij de indruk wekt dat er twee drummers tegelijk aan het spelen zijn.
"Late in the Evening" bereikte in Simons' thuisland de Verenigde Staten de 6e positie in de Billboard Hot 100, terwijl in Canada de 19e positie werd bereikt. In het Verenigd Koninkrijk kwam de plaat echter niet verder dan de 58e positie in de UK Singles Chart.
In Nederland was de plaat op donderdag 31 juli 1980 TROS Paradeplaat op de befaamde TROS donderdag op Hilversum 3 en werd mede hierdoor een hit in de destijds drie landelijke hitlijsten op de nationale publieke popzender. De plaat bereikte de 9e positie in de Nederlandse Top 40, de 11e positie in de Nationale Hitparade en de 10e positie in de TROS Top 50. In de Europese hitlijst op Hilversum 3, de TROS Europarade, werd géén notering behaald.   
In België bereikte de plaat de 15e positie in de voorloper van de Vlaamse Ultratop 50 en de 22e positie in de Vlaamse Radio 2 Top 30. In Wallonië werd géén notering behaald.
In 1981 werd de plaat genomineerd voor een Grammy Award in de categorie Best Male Pop Vocal Performance, maar deze categorie werd gewonnen door "This Is It" van Kenny Loggins.
Sinds de editie van december 2000 staat de plaat onafgebroken genoteerd in de jaarlijkse NPO Radio 2 Top 2000 van de Nederlandse publieke radiozender NPO Radio 2, met als hoogste notering tot nu toe een 698e positie in 2001.

## Hitnoteringen

### Nederlandse Top 40
| Hitnotering: 09-08-1980 t/m 04-10-1980 | Hitnotering: 09-08-1980 t/m 04-10-1980 | Hitnotering: 09-08-1980 t/m 04-10-1980 | Hitnotering: 09-08-1980 t/m 04-10-1980 | Hitnotering: 09-08-1980 t/m 04-10-1980 | Hitnotering: 09-08-1980 t/m 04-10-1980 | Hitnotering: 09-08-1980 t/m 04-10-1980 | Hitnotering: 09-08-1980 t/m 04-10-1980 | Hitnotering: 09-08-1980 t/m 04-10-1980 | Hitnotering: 09-08-1980 t/m 04-10-1980 | Hitnotering: 09-08-1980 t/m 04-10-1980 |
| Week                                   | 1                                      | 2                                      | 3                                      | 4                                      | 5                                      | 6                                      | 7                                      | 8                                      | 9                                      |                                        |
| -------------------------------------- | -------------------------------------- | -------------------------------------- | -------------------------------------- | -------------------------------------- | -------------------------------------- | -------------------------------------- | -------------------------------------- | -------------------------------------- | -------------------------------------- | -------------------------------------- |
| Positie                                | 32                                     | 21                                     | 13                                     | 10                                     | 9                                      | 9                                      | 12                                     | 23                                     | 33                                     | uit                                    |

### Nationale Hitparade
| Hitnotering: 23-08-1980 t/m 18-10-1980 | Hitnotering: 23-08-1980 t/m 18-10-1980 | Hitnotering: 23-08-1980 t/m 18-10-1980 | Hitnotering: 23-08-1980 t/m 18-10-1980 | Hitnotering: 23-08-1980 t/m 18-10-1980 | Hitnotering: 23-08-1980 t/m 18-10-1980 | Hitnotering: 23-08-1980 t/m 18-10-1980 | Hitnotering: 23-08-1980 t/m 18-10-1980 | Hitnotering: 23-08-1980 t/m 18-10-1980 | Hitnotering: 23-08-1980 t/m 18-10-1980 | Hitnotering: 23-08-1980 t/m 18-10-1980 |
| Week                                   | 1                                      | 2                                      | 3                                      | 4                                      | 5                                      | 6                                      | 7                                      | 8                                      | 9                                      |                                        |
| -------------------------------------- | -------------------------------------- | -------------------------------------- | -------------------------------------- | -------------------------------------- | -------------------------------------- | -------------------------------------- | -------------------------------------- | -------------------------------------- | -------------------------------------- | -------------------------------------- |
| Positie                                | 18                                     | 18                                     | 11                                     | 22                                     | 24                                     | 26                                     | 33                                     | 44                                     | 48                                     | uit                                    |

### TROS Top 50
Hitnotering: 07-08-1980 t/m 02-10-1980. Hoogste notering: #10 (2 weken). 

### NPO Radio 2 Top 2000
| Nummer met noteringen in de NPO Radio 2 Top 2000 | '00 | '01 | '02 | '03 | '04  | '05  | '06  | '07  | '08  | '09  | '10  | '11  | '12  | '13  | '14  | '15  | '16  | '17  | '18  | '19  | '20  | '21  | '22  | '23  | '24  |
| ------------------------------------------------ | --- | --- | --- | --- | ---- | ---- | ---- | ---- | ---- | ---- | ---- | ---- | ---- | ---- | ---- | ---- | ---- | ---- | ---- | ---- | ---- | ---- | ---- | ---- | ---- |
| Late in the Evening                              | 988 | 698 | 944 | 991 | 1254 | 1365 | 1232 | 1485 | 1234 | 1434 | 1310 | 1551 | 1321 | 1332 | 1342 | 1453 | 1505 | 1584 | 1643 | 1683 | 1559 | 1616 | 1757 | 1983 | 1805 |

1. ↑  Een vetgedrukt getal geeft de hoogste notering aan.
2. ↑  2000 was het eerste jaar met een notering voor dit nummer.